# Banca della Tanzania
La Banca della Tanzania (in inglese: Bank of Tanzania; in swahili: Benki Kuu ya Tanzania), è la banca centrale della Tanzania.

## Storia
La Banca di Tanzania fu istituita dal primo parlamento tanzaniano attraverso il Bank of Tanzania Act del 1965, in seguito allo scioglimento dell'East African Currency Board nel 1965. La banca iniziò l'attività il 14 giugno 1966 e fu inaugurata dal primo presidente della Tanzania, Mwalimu Julius Kambarage Nyerere.
A seguito della liberalizzazione dell'economia nel 1995 e del rapido tasso d'inflazione e svalutazione dello scellino, fu approvato il Bank of Tanzania Act del 1995, che chiariva l'obiettivo primario della banca centrale di creare un ambiente monetario che garantisse la stabilità dei prezzi. La legge è stata ulteriormente chiarita nel 2006 ed è l'attuale legge che regola la banca.
Nel 2016, il Governatore della Banca, il Professor Benno Ndulu, ha rinnovato l'impegno della Banca lanciando il Quadro Nazionale per l'Inclusione Finanziaria (NFIF) 2016-2020. L'obiettivo è ridurre il numero di famiglie vulnerabili a causa di redditi bassi e instabili, scarsa fiducia e autoesclusione dall'attuale 28,2%.

## Governatori
| Rango | Nome             | Mandato                               |
| ----- | ---------------- | ------------------------------------- |
| 1     | Edwin Mtei       | dal 1966 al 1974                      |
| 2     | Charles Nyirabu  | dal 1974 al 1989                      |
| 3     | Gilman Rutihinda | dal 1989 al 1993                      |
| 4     | Idris Rashidi    | dal 1993 al 1998                      |
| 5     | Daudi Ballali    | dal 1998 all'8 gennaio 2008           |
| 6     | Benno Ndulu      | dall'8 gennaio 2008 al 7 gennaio 2018 |
| 7     | Florens Luoga    | dall'8 gennaio 2018 al 7 gennaio 2023 |
| 8     | Emmanuel Tutuba  | dal 7 gennaio 2023 a oggi             |